# 키플링역 (GO)
키플링역(Kipling Station)은 캐나다 온타리오주 토론토 서부의 이토비코 지역에 있는 철도역으로, GO 트랜싯의 통근열차 노선인 밀턴선의 정차역이다. 이 역은 토론토 교통국의 동명의 지하철역으로 연결되어있으며, 토론토와 미시소가 시내버스는 물론 GO 트랜싯 광역버스를 이용할 수 있는 버스 터미널과도 연결되어있다.

## 위치
토론토 서부 이토비코의 이즐링턴·시티센터웨스트 동네에 있는 이 통근열차역은 출입구가 세인트앨번스 로드에 위치해있으며, 키플링 애비뉴 서쪽, 던다스가 남쪽에 위치해있다. 선로상으로는 캐나다 태평양 철도 (CP) 골트선 9.7마일 (15.6km) 지점에 있다.
밀턴선 열차는 유니언역을 출발해 메트로링스의 웨스턴선과 나란히 달리는 골트선을 따라 블루어역을 지난다. 키치너선과 유니언 피어슨 급행 열차가 정차하는 블루어역과는 별도의 선로로 달리는 이 열차는 이후 웨스트토론토 분기점에 다다른다. 이 분기점에서 밀턴선 열차는 서쪽으로 꺾어 던다스 스트리트를 따라 나란히 CP 철도의 화물 선로에 진입한다. CP 철도가 골트선 유니언-블루어 구간을 메트로링스에 매각했을 때, 동서 방향 선로를 건너는 남북 방향 선로와 북쪽 볼튼 방면으로 이어지는 연결 선로를 폐선하였다. 대신 CP는 남쪽에서 서쪽으로 이어지는 연결선을 만들어서 화물 열차가 CN 선로를 이용하거나 에이진코트에서 회차하는 대신 볼튼 선로로 바로 이어지도록 하였다. GO 트랜싯은 또한 북쪽에서 서쪽으로 이어지는 선로를 개량하여 열차 운행 속도를 기존 시속 30km에서 훨씬 높였다. 이 연결선은 CP 본선으로 이어져 CP 본선 남쪽에 있는 차량기지의 교통량을 완화하는 역할도 수행하고 있다.
여기서 서쪽으로 넘어가 킬 스트리트에서 다리를 건너면 선로 북쪽에 커다란 차량기지가 보이는데, CP 철도가 인근 공장 등으로 화물을 실어나르는 모습을 볼 수 있다. 이곳은 램턴 차량기지로, CP 철도가 증기 기관차를 운행했을 때 주로 이용했던 차량기지이다. 이 시설은 러니미드 로드에 있는 작은 기관차 정비 시설로 교체되었지만, CP 선로를 따라 이 연선을 지나는 화물열차 때문에 GO 트랜싯이 이 노선에 열차를 추가 투입하지 못하고 있다. 험버강을 건넌 다음, 골트선은 남서쪽으로 향해 블루어와 이즐링턴 근처에 있는 주택 및 아파트 단지를 지난다. 선로는 이즐링턴역에 있는 주차장을 지나 2호선 블루어-댄포스와 나란히 키플링 애비뉴로 향한다. 키플링 애비뉴는 지하철 종착역이기도 하다. 키플링역은 두 선로 사이에 하나의 섬식 승강장으로 이루어져 있으며, 대부분 열차는 본선인 남쪽 선로에 정차하지만, 가끔씩 화물 열차를 피하기 위해 대피선인 북쪽 선로에 정차하는 경우도 있다.
키플링역 바로 맞은편에는 캔파선으로 이어지는 분기점이 있는데, 이 선로는 남쪽으로 이어져 윌로우브룩 차량기지 바로 서쪽에서 메트로링스의 오크빌선 (레이크쇼어 웨스트선)과 합류한다. 이 선로에는 화물열차만 드문드문 지나간다. 또한 본선 남쪽에 있는 캔파선 분기점을 지나가면 광역 토론토 지역에서 CP 철도가 운영하는 가장 큰 복합 터미널 중 하나인 오비코 기지가 있다. 키플링역 서쪽에는 427번 고속도로 아래와 이토비코천 위를 열차가 지나가면서 다음 역인 미시소가의 딕시역까지 공업 지대의 풍경이 계속 이어진다.

## 역사
1871년, 토론토와 세인트토마스를 잇는 철도를 짓기 위해 크레딧계곡철도회사 (Credit Valley Railway)가 발족하였다. 공사는 회사 창립 이후 바로 착수하였다. 1879년에 들어서는 크레딧계곡철도가 밀턴까지 이어졌고, 1881년에는 세인트토마스까지 완전 개통하였다. 개통 2년 이후인 1883년, 크레딧계곡철도는 온타리오 & 퀘벡 철도 (Ontario & Quebec Railway)에 인수되었고 이는 이후 캐나다 태평양 철도에 인수되었다.
GO 트랜싯이 밀턴선의 운행을 시작한 것은 1981년 10월 25일로, 레이크쇼어선과 조지타운, 리치먼드힐선에 이어서 네 번째였다. 하지만 기존에 여객열차가 운행했던 레이크쇼어와 조지타운선과는 달리, 이 노선은 기존 여객열차를 대체하지 않았다. 캐나다 태평양 철도 노선을 따라 런던, 골트, 오렌지빌에서 토론토의 유니언역과 노스토론토역으로 이어지는 열차가 운행하긴 했지만 CP는 여객열차 운행을 오래 전에 중단하였다. 선로 소유주인 캐나다 태평양 철도는 그동안 CP 골트선을 따라 여객열차를 운행하는 것을 강력 반대해왔지만, 1979년 11월 10일에 106량 규모의 CP 화물열차가 미시소가에서 탈선 사고를 일으켜 20만 명이 대피하는 사고가 일어났고, 이에 대한 보상으로 통근열차 운행이 본격적으로 이루어졌다.

## 시설
키플링 통근열차역은 직원이 상주하지 않는 무인역으로, 통근열차 표를 구매하거나 프레스토 카드를 충전하려면 자동판매기를 이용해야 한다. 역에는 대합실, 화장실, 와이파이, 공중전화가 있으며, 휠체어 승객은 2021년에 새로 개통한 광역버스 터미널 건물을 통해 엘리베이터를 이용할 수 있다. 통근열차역 승강장과 지하철역, TTC 버스 터미널과 환승 정차구역, 선로 남쪽에 있는 환승 주차장은 모두 지하도로 연결되어있다.

## 운행 계통
키플링역에는 평일 출퇴근 시간대에 밀턴선의 모든 통근열차가 정차한다. 평일 아침에는 유니언 방면 열차가 8대 정차하고, 오후에는 밀턴 방면 열차가 8대 정차한다. 나머지 시간대에 운행하는 밀턴선 버스는 키플링역에 정차하지 않으며, 미시소가나 밀턴까지 밀턴선 버스를 이용하고자 하는 승객은 광역버스 터미널에서 스퀘어원으로 가는 미시소가 시내버스나 GO 트랜싯의 29번 버스를 이용한 뒤 스퀘어원에서 21번 버스로 갈아탈 수 있다.

## 대중교통 연결편
키플링역에서는 토론토 교통국의 지하철과 버스, 마이웨이 버스 및 궬프 방면 GO 버스로 갈아탈 수 있다. GO 트랜싯과 미시소가 시내버스 간 환승 시 환승 할인이 적용되며 시내버스 요금은 차감되지 않는다.

## 같이 보기
- 키플링역 (TTC)

## 인접한 역
| CP 골트선      | CP 골트선        | CP 골트선   |
| -------------- | ---------------- | ----------- |
| 딕시 밀턴 방면 | GO 트랜싯 밀턴선 | 유니언 방면 |